# 카를로스 바에르가
카를로스 오베드 바에르가 오르티스(Carlos Obed Baerga Ortiz, 1968년 11월 4일 ~ )은 KBO 리그 삼성 라이온즈에서 뛰었던 외국인 선수이다.